# Komatsu Akihito
Pour les articles homonymes, voir Komatsu (homonymie).
Le prince Komatsu Akihito (小松宮彰仁親王, Komatsu-no-miya Akihito shinnō, 11 février 1846 - 18 février 1903) était un membre de la Fushimi-no-miya des branches shinnōke de la famille impériale du Japon. Les shinnōke consistaient en quatre familles qui étaient autorisées à donner un héritier au trône si l'empereur mourait sans héritier. Il était soldat dans l'armée impériale japonaise.

## Biographie

### Premières années

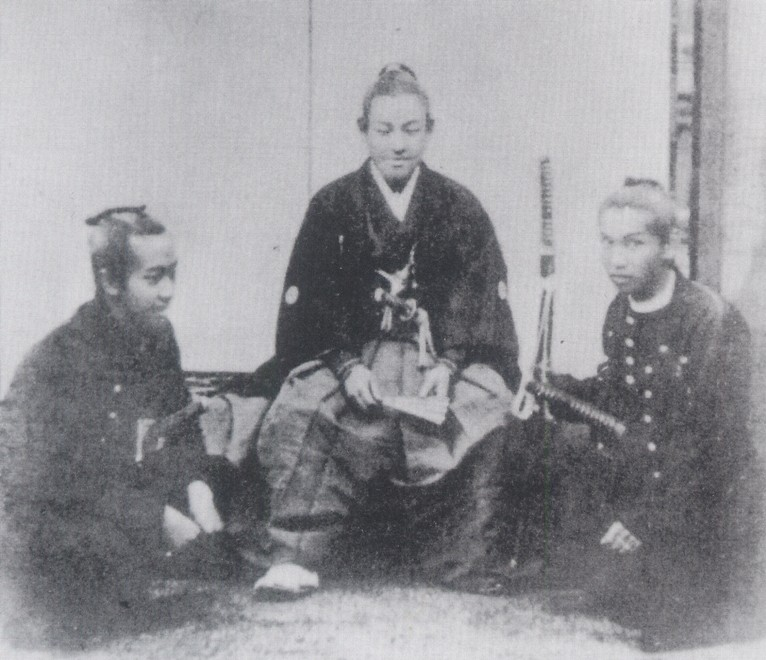
Le prince Yoshiaki fut nommé commandant en chef nominal de l'armée durant la bataille de Toba-Fushimi.

Le prince Akihito s'appelait à la naissance Yoshiaki, septième fils du prince Fushimi Kuniie. En 1858, il a été adopté par l'empereur Ninkō et devint un héritier potentiel au trône. Étant donné qu'il est né dans le Japon du Bakufu, il fut introduit dans le sacerdoce bouddhiste et est entré au temple monzeki de Ninna-ji à Kyoto, où il a adopté le titre Ninnaji-no-miya Yoshiaki (仁和寺宮嘉彰). Il est retourné dans des fonctions laïques en 1867 pendant la restauration de Meiji et a commandé l'armée impériale à Osaka, à Yamato, à Shikoku et à Aizu pendant la guerre de Boshin pour renverser le Shogunat Tokugawa.
Le prince avait été choisi au préalable pour sceller une alliance avec le royaume d'Hawaï en épousant la princesse Kaʻiulani. Cependant, ce mariage n'eut jamais lieu.
Le prince Yoshiaki a épousé Arima Yoriko (18 juin 1852-26 juin 1914), fille de Arima Yorishige, l'ancien daimyō du domaine de Kurume, le 6 novembre 1869. En 1870, l'empereur Meiji lui a assigné le titre de Higashifushimi-no-miya (en).

### Carrière militaire
Le prince Yoshiaki a étudié la tactique militaire en Angleterre pendant deux années, de 1870 à 1872.
Considéré comme un brillant tacticien militaire, il a participé à la soumission de plusieurs des rébellions samouraïs des premières années de l'ère Meiji, comprenant la rébellion de Saga de 1874, et la rébellion de Satsuma de 1877. L'empereur lui a accordé le rang de général de division et lui a attribué la médaille de l'Ordre du Soleil Levant (1re classe).
En 1882, il changea le nom de sa maison impériale en Komatsu-no-miya (en) et son nom personnel devint « Akihito ». Il devint donc connu sous le nom de « prince Komatsu-no-miya Akihito ».
Le prince Komatsu est passé au rang de général d'armée et reçut la 1re division de la garde impériale en 1890. Il fut le commandant nominal des forces expéditionnaires japonaises pendant la première guerre sino-japonaise (1894-95) et est devenu membre du Conseil de guerre suprême. Après la mort de son oncle, le prince Taruhito Arisugawa, en 1895, le prince Komatsu Akihito est devenu le chef de l'état-major de l'armée impériale japonaise, et a reçu le rang honorifique de Gensui (maréchal).

## Carrière diplomatique
Le prince Komatsu Akihito a également servi le gouvernement de Meiji en tant que diplomate. En 1886, il est allé en Angleterre, en France, en Allemagne et en Russie au nom de l'empereur Meiji.
Il a été envoyé à Constantinople en 1887 pour marquer l'inauguration des relations entre l'Empire ottoman et l'empire du Japon. Le prince Komatsu a été reçu en audience par l'empereur Abdülhamid II.
En juillet 1902, le prince Komatsu Akihito et la princesse Yoriko sont retournés au Royaume-Uni pour représenter l'empereur Meiji à la cérémonie de couronnement du Roi Edouard VII, visitant ensuite la France, l'Espagne, la Belgique, l'Allemagne et la Russie.
Dans ses dernières années, le prince Komatsu fut un mécène de la Croix-Rouge japonaise et de la Dai Nippon Butokukai, une école d'arts martiaux. Comme le prince Komatsu est mort sans héritier, le titre de Komatsu-no-miya est revenu à son jeune frère, le prince Yorihito Higashifushimi. Cependant, pour ne pas laisser mourir le nom de famille Komatsu, le quatrième fils du prince Yoshihisa Kitashirakawa a été renommé Teruhisa Komatsu en 1910, avec le titre de marquis (koshaku).
Le prince était également sur la liste des trois prétendants possibles au mariage de la princesse du royaume de Hawaï, Victoria Kaʻiulani.